# Ta-ling-che
Ta-ling-che je řeka na východě ČLR (Liao-ning). Je více než 460 km dlouhá. Povodí má rozlohu přibližně 30 000 km².

## Průběh toku
Pramení na jihu hřbetu Sung-ling-šan. Ústí do zálivu Liao-tung Žlutého moře.

## Vodní režim
Nejvyšších vodních stavů dosahuje v létě.

## Využití
Vodní doprava je možná na dolním toku při vyšším vodním stavu. Dolina řeky je hustě osídlená. Na řece leží města Čchao-jang a I-sien.